# 인도어 사이클링

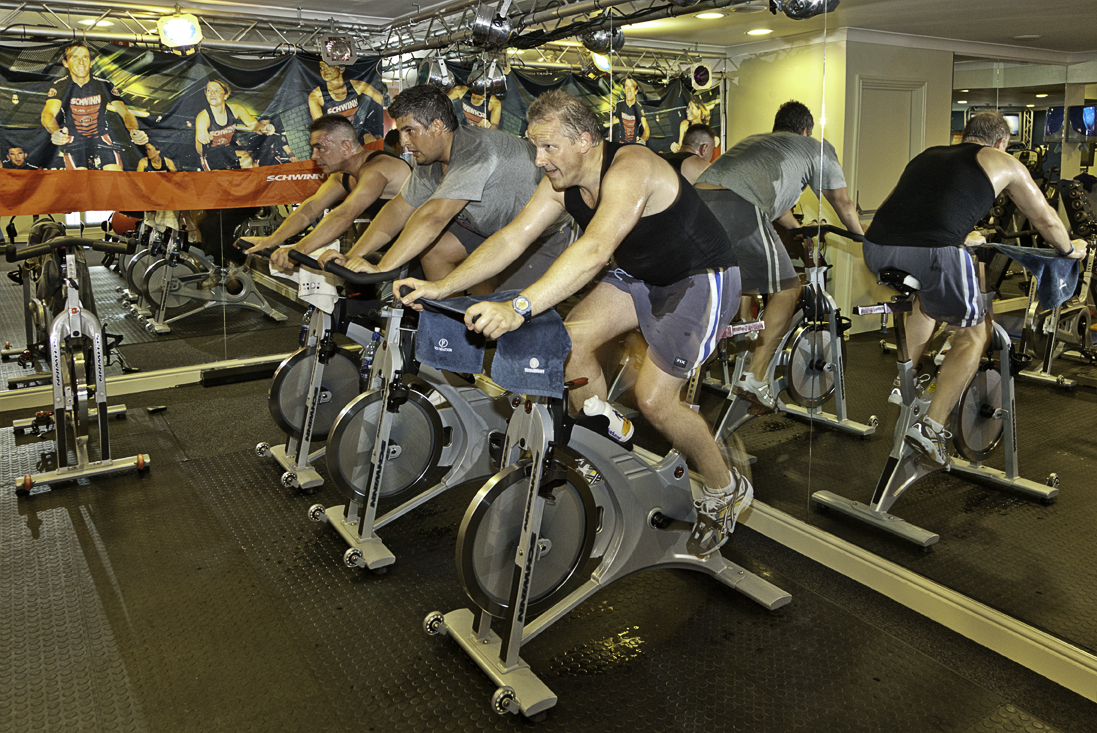

인도어 사이클링(영어: indoor cycling) 또는 스피닝(영어: spinning)은 바퀴를 굴리다는 의미로, 음악에 맞추어 율동 따위를 하면서 고정식 자전거의 페달을 돌리는 운동이자 미국의 운동기구 회사 Mad Dogg Athletics의 실내 자전거 브랜드명이다.

## 개요
고정형 자전거인 스핀바이크를 이용한 유산소 운동이다. 주로 GX로  헬스장에서 수업식 트레이닝을 진행한다.
보통 40분 수업으로 진행되며 한명의 강사와 다수의 회원들로 구성되어 회원들이 강사를 따라하는 방식으로 진행되며, 집에서 진행하는 홈스피닝의 경우는 유투브나, 업체에게 일정 금액을 지불하고 영상을 받아서 따라하는 식이다.
스피닝은 시간당 약 1000kcal정도를 소모한다고 한다. 이것은 달기기의 4배 효과이며, 더바디쇼에서는 배틀로프, 타바타, 스피닝의 운동강도를 비교하는 회차가 있었는데 단연 스피닝이 1등을 차지한다.
스피닝은 현재 크게 두 종류로 스탠딩 상태에서 음악의 리듬에 맞춰 페달을 돌리는 '퍼포먼스스피닝', 실제 트랙을 달리듯 스핀바이크의 저항을 조절하며 코스를 완주하는 '인도어사이클'이 있다.

## 스피닝의 역사 .
스피닝은 1987년 남아공 출신의 트라이애슬론 선수 쟈니.G가 미대륙 자전거 횡단을 앞두고 훈련중 교통사고와, 아내의 임신으로 실내에서도 고강도 자전거 훈련을 할 방법을 찾던 중 고안했다.

대한민국의 경우 2000년 전후로 헬스장에서 소개되었는데, 현재 스피닝의 모습은 초기 스피닝과 많이 다르다.
초기 국내에 도입된 '인도어사이클'의 명목을 이어가고 있는 곳은 주로 레즈밀의 RPM을 하는 강사들이고 현재 짝퉁(인도어사이클은 외국의 프로그램을 정식으로 배워와야한다.)이 너무많다.

'퍼포먼스스피닝'의 경우 여러 협회 에 따라 스타일이 천차만별이다.
K-POP, K-DANCE 등등 문화의 강국답게 대한민국의 특성에 적합하게 변화해 왔다

## 주의할 점
칼로리소모도 높고 운동량이 높은 종목인 만큼 주의해야할 점이 있다.
포털사이트에 '스피닝'이라 검색하면 '스피닝부작용','스피닝부상'과 같은  연관검색어가 보인다. 그만큼 부상을 당했거나 그에 대한 걱정이 많은 것이라 본다.

주로 이 세가지의 문제로 인해 부상이 일어나는데
- 강사의 안전수칙(OT)[1]을 어기고 억지로 무리해서 운동을 하였다

- 강사가 안전수칙을 설명하거나 주의를 주지않았다

- 강사의 운동방법[2]이 잘못되었거나 무지하다.

어떠한 운동이라도 잘못된 방법으로 운동을 실시하면 부상을 입게된다. 제일 중요한 스핀바이크세팅. 내몸에 맞게 장비를 조절하지 않으면 효율적으로 운동량도 나오지 않을 뿐더러 부상을 입게된다.
세팅을 잘마쳤다면 바른자세로 운동을 해야하는 법인데. 문제는 이를 회원에게 충분이 인지시키지 못하고 수업을 진행하는 강사들이 있다는 점. 그런 강사가 활동하는 휘트니스센터는 걸러야 하는게 맞다. 
또한 세팅이나 자세를 배웠음에도 불구하고 몸이 아프다면 강사에게 계속 피드백을 받아보길 추천한다. 시원하게 답변을 못하는 강사(어디가서 강사라고 하지말자)들은 공부를 안하는 강사들이니 거르자.
- 횡문근융해증. 근육이 녹는 병이라 잘 알려져있으며 실제로 근육이 녹는것은 아니고 신체활동 중에 영양분이 제대로 공급이 안되면 근세포가 파괴되는데 그때 발생하는 불순물이 신부전과 같은 후유증을 남긴다. 꼭 스피닝의 문제가 아니라 음주, 과로, 대사문제로도 발생하는 병이니. 안전하게 배웠고 무리만 하지 않는다면 문제없다.